# 트롬쇠 공항

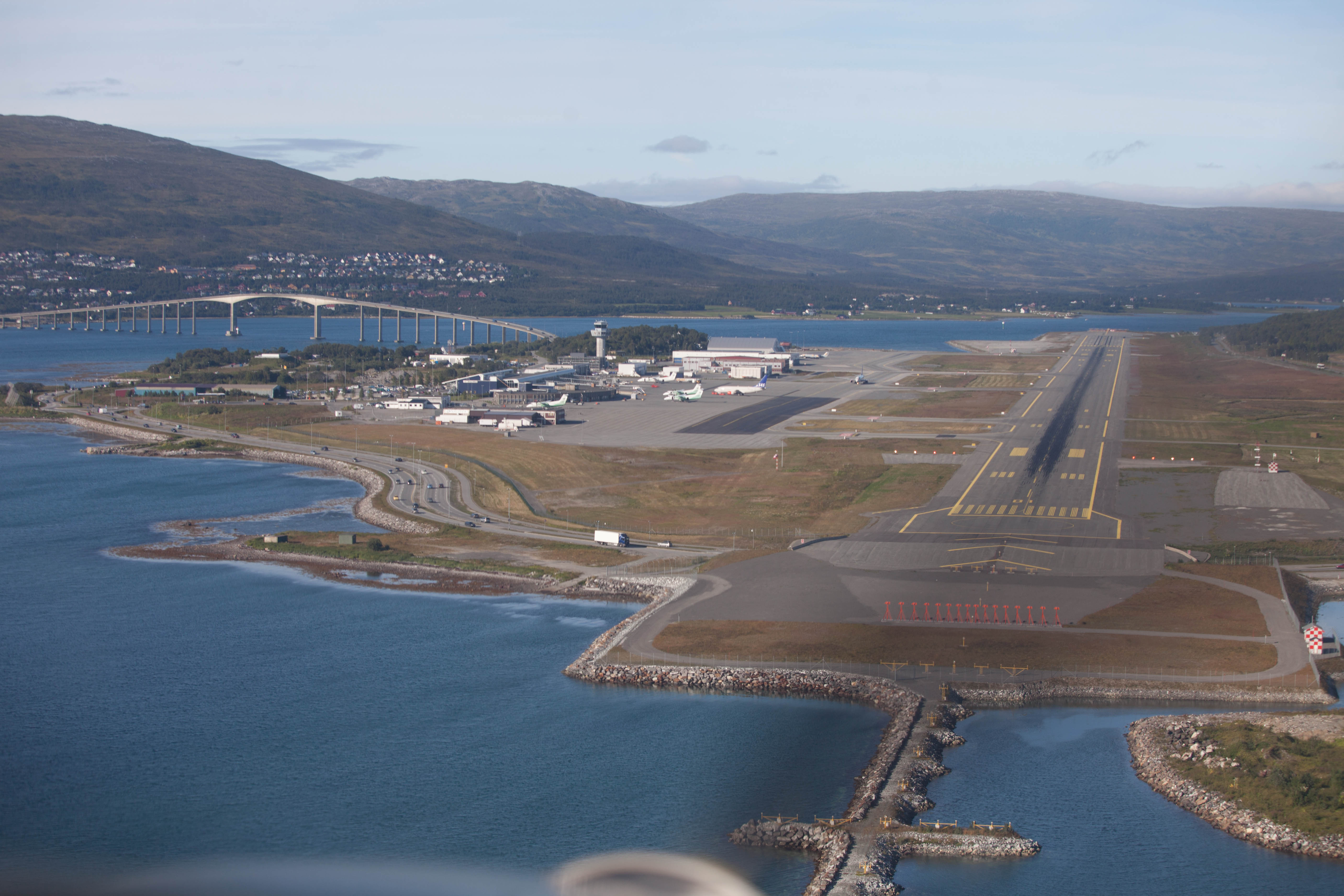

트롬쇠 공항(Tromsø Airport, Tromsø lufthavn, IATA: TOS, ICAO: ENTC)은 노르웨이 트롬스오그핀마르크주 트롬쇠에 위치한 국제공항이다. 트롬쇠위아섬의 서쪽 해안에 위치해 있다. 트롬스오그핀마르크주가 소유하는 Avinor가 소유하고 운영하며 2014년 기준으로 승객 수는 1,910,692명, 이동 항공기 수는 43,219대, 화물 톤수는 2,758톤이다. 노르웨이에서 5번째로 분주한 공항이다.
1964년 9월 14일 개항하였다.